# Brønshøj-Husum Lokaludvalg
Brønshøj-Husum Lokaludvalg er et af 12 københavnske lokaludvalg, og dækker bydelen Brønshøj-Husum.
Lokaludvalget har til formål at skabe dialog, netværk og debat i bydelen, og holdt sit første møde i november 2008.
Til at støtte aktiviteter og projekter i bydelen råder lokaludvalget over en pulje på godt 1,7 mio. kr.
Lokaludvalget har 23 medlemmer, hvoraf 8 medlemmer repræsenterer de lokale partiforeninger og 15 medlemmer repræsenterer lokale foreninger, organisationer og brugerbestyrelser.
Erik Fisker er valgt som lokaludvalgets formand for perioden 2014-18.
Lokaludvalget har et sekretariat med fire ansatte. Det har kontor og afholder sine møder i EnergiCenter Voldparken i Husum.